# Switzerland's Next Topmodel (mùa 1)
Mùa đầu tiên của Switzerland's Next Topmodel (thường được viết tắt là SNTM). Chương trình được phát sóng trên kênh ProSieben Schweiz từ tháng 10 đến tháng 11 năm 2018. Trong mùa đầu tiên, chương trình cũng có thí sinh nam tham gia cuộc thi. Với một dàn giám khảo mới, Siêu mẫu Manuela Frey là host của chương trình và cô đồng thời là host trẻ tuổi nhất trong phiên bản Top Model ở tuổi 21 và cùng với cô là siêu mẫu nam Papis Loveday và Blogger thời trang của Dandy Diary (Carl Jakob Haupt & David Kurt Roth).
Điểm đến quốc tế của mùa giải đã được quay ở Milano dành cho top 5.
Người chiến thắng trong cuộc thi là Saviour Chibueze, 18 tuổi từ Biel. Anh giành được giải thưởng gồm:
- Một hợp đồng người mẫu với Time Model Agency
- Lên ảnh bìa tạp chí 20 Minuten Friday
- Chiến dịch quảng cáo cho Mentos
- Một chiếc xe Volkswagen

## Các thí sinh
(Tuổi tính từ ngày dự thi)
| Đội         | Thí sinh | Thí sinh                 | Tuổi | Chiều cao               | Quê quán  | Bị loại ở | Hạng  |
| ----------- | -------- | ------------------------ | ---- | ----------------------- | --------- | --------- | ----- |
| Papis       |          | Jérômie Repond           | 18   | 1,70 m (5 ft 7 in)      | Basel     | Tập 2     | 13–11 |
| Dandy Diary |          | Livio Achermann DaSilva  | 23   | 1,84 m (6 ft 1⁄2 in)    | Solothurn | Tập 2     | 13–11 |
| Papis       |          | Mauritius Loosli         | 22   | 1,83 m (6 ft 0 in)      | Basel     | Tập 2     | 13–11 |
| Dandy Diary |          | Anna Schlüssel           | 23   | 1,72 m (5 ft 7+1⁄2 in)  | Zürich    | Tập 3     | 10–9  |
| Papis       |          | Elizabeta Ljubić         | 23   | 1,71 m (5 ft 7+1⁄2 in)  | Zürich    | Tập 3     | 10–9  |
| Papis       |          | Elena Egli               | 20   | 1,70 m (5 ft 7 in)      | Zürich    | Tập 4     | 8–6   |
| Papis       |          | Valon Berisha            | 21   | 1,81 m (5 ft 11+1⁄2 in) | Biel      | Tập 4     | 8–6   |
| Dandy Diary |          | Vivienne Oesch           | 17   | 1,77 m (5 ft 9+1⁄2 in)  | Zürich    | Tập 4     | 8–6   |
| Papis       |          | Lorenzo Boscardin        | 21   | 1,75 m (5 ft 9 in)      | Berlin    | Tập 6     | 5     |
| Dandy Diary |          | Vanessa Gosteli          | 22   | 1,70 m (5 ft 7 in)      | Bern      | Tập 6     | 4     |
| Dandy Diary |          | Sandro Yves Wederv       | 26   | 1,82 m (5 ft 11+1⁄2 in) | Luzern    | Tập 6     | 3     |
| Papis       |          | Marion Reber             | 23   | 1,76 m (5 ft 9+1⁄2 in)  | Aargau    | Tập 6     | 2     |
| Dandy Diary |          | Saviour Chibueze Anosike | 19   | 1,87 m (6 ft 1+1⁄2 in)  | Biel      | Tập 6     | 1     |

## Thứ tự gọi tên
| Thứ tự | Tập       | Tập       | Tập           | Tập      | Tập     | Tập     | Tập | Tập | Tập | Tập |
| Thứ tự | 1         | 2         | 3             | 4        | 6       | 6       |     |     |     |     |
| ------ | --------- | --------- | ------------- | -------- | ------- | ------- | --- | --- | --- | --- |
| 1      | Mauritius | Elizabeta | Marion Sandro | Sandro   | Saviour | Saviour |     |     |     |     |
| 2      | Jérômie   | Sandro    | Marion Sandro | Saviour  | Vanessa | Marion  |     |     |     |     |
| 3      | Saviour   | Anna      | Elena         | Marion   | Sandro  | Sandro  |     |     |     |     |
| 4      | Vanessa   | Vivienne  | Lorenzo       | Lorenzo  | Marion  | Vanessa |     |     |     |     |
| 5      | Sandro    | Valon     | Vanessa       | Vanessa  | Lorenzo |         |     |     |     |     |
| 6      | Elena     | Lorenzo   | Vivienne      | Elena    |         |         |     |     |     |     |
| 7      | Lorenzo   | Vanessa   | Valon         | Valon    |         |         |     |     |     |     |
| 8      | Valon     | Saviour   | Saviour       | Vivienne |         |         |     |     |     |     |
| 9      | Anna      | Marion    | Elizabeta     |          |         |         |     |     |     |     |
| 10     | Livio     | Elena     | Anna          |          |         |         |     |     |     |     |
| 11     | Vivienne  | Mauritius |               |          |         |         |     |     |     |     |
| 12     | Elizabeta | Livio     |               |          |         |         |     |     |     |     |
| 13     | Marion    | Jérômie   |               |          |         |         |     |     |     |     |

     Thí sinh bị loại
     Thí sinh được miễn loại
     Thí sinh chiến thắng cuộc thi
1. ↑  Thứ tự gọi tên chỉ lần lượt từng người an toàn.
2. ↑  Tập 1 là tập casting. top 24 thí sinh bán kết được giảm xuống còn 13 thí sinh đã được chọn vào cuộc thi.
3. ↑  Trong tập 3, Marion và Sandro được miễn loại vì giành chiến thắng thử thách casting.
4. ↑  Trong tập 5, không có buổi chụp hình được diễn ra trong tập này và các thí sinh được đánh giá qua phần thể hiện của họ ở những buổi casting ở Milan. Ngoài ra, không có ai bị loại.

### Buổi chụp hình
- Tập 1: Trình diễn thời trang trong áo tắm (casting)
- Tập 2: Cặp đôi băng giá với đại bàng
- Tập 3: Ảnh thẻ người mẫu; Thời trang tiêu cực trong nhà thờ
- Tập 4: Tạo dáng trong khi bị lộn ngược
- Tập 6: Ảnh bìa tạp chí 20 Minuten Friday